# Dolna Gradesjnitsa
Dolna Gradesjnitsa (bulgariska: Долна Градешница) är ett distrikt i Bulgarien.   Det ligger i kommunen Obsjtina Kresna och regionen Blagoevgrad, i den sydvästra delen av landet, 110 km söder om huvudstaden Sofia.
Trakten runt Dolna Gradesjnitsa består i huvudsak av gräsmarker. Runt Dolna Gradesjnitsa är det ganska glesbefolkat, med 38 invånare per kvadratkilometer.